# 医疗区 (迈阿密)
医疗区（英語：Health District），又称为市民中心（英語：Civic Center）是位于美国佛罗里达州迈阿密-戴德县迈阿密的一个功能性区域，坐落于95号州际公路与836号佛罗里达州州道交会处的西北角，区内设有迈阿密地铁政府中心站，距离迈阿密市中心仅五分钟地铁车程。作为全美仅次于休斯顿的第二大医疗研究设施聚集地，这片占地153英亩的区域拥有200万平方英尺的实验室和研究设施，构成了迈阿密生物技术与医学研究的核心地带。
这一区域的功能以医疗、教育、科研、司法及社会服务为核心，由一系列私营与公立的医院、研究机构、高等教育设施及政府部门组成，其布局目的在于建立一个能够集中提供医疗服务、教育活动、司法系统以及社会福利工作的城市区域。医疗区不仅具有深厚的学术与科研基础，也具备成熟的医疗配套与公共服务网络，因此成为南佛罗里达医疗与社会服务体系的支柱之一。医疗区的形成可追溯至20世纪中期。1948年，杰克逊纪念医院作为迈阿密首家公立医院在此建立，标志着医疗功能区域的开端。
该区的医疗体系涵盖多个全国领先的机构。例如，著名的迈阿密大学米勒医学院坐落于此，不仅承担本地医学教育与培训，更通过其临床研究中心参与大量国家级医学研究项目。附属的迈阿密医疗系统（UHealth）则提供广泛的专科与综合医疗服务。杰克逊纪念医院作为该地区最大规模的医疗设施之一，设有全美最繁忙的创伤中心——莱德创伤中心（Ryder Trauma Center），在急救、外科与危重病医学方面居于全国领先地位。退伍军人事务医疗系统迈阿密分部（Miami VA Healthcare System）亦位于该区，为退伍军人提供全面的医疗照护。
教育资源方面，迈阿密-戴德学院医学校区（Miami-Dade College Medical Campus）以及林赛·霍普金斯技术教育中心（Lindsey Hopkins Technical Education Center）共同构成一条完整的医护人才培养链条。此外，该区内还设有迈阿密大学生命科学与技术园区（Life Science and Technology Park），其研究成果与高科技应用也不断带动地区内生物科技与健康产业的增长。
司法与社会服务方面，佛罗里达州第十一巡回法院（11th Judicial Circuit Court of Florida）、迈阿密-戴德县检察官办公室（Miami-Dade County Office of the State Attorney）、公设辩护人办公室（Public Defender's Office）、迈阿密-戴德县卫生部（Miami-Dade County Health Department）及迈阿密-戴德县惩教和更新部（Miami-Dade County Corrections and Rehabilitation Department）均集中设于此。
医疗区的空间布局也呈现出明显的功能分区特征。西北部集中了杰克逊纪念医院、迈阿密大学医院等核心医疗设施；东部为司法行政区域，设有多个政府办公机构；南部则分布着教育科研设施，配合地下走廊系统和地铁接驳，形成了高效率的医疗城市综合体。根据2008年统计数据，医疗区直接雇佣人数接近四万人，是迈阿密市乃至整个东南佛罗里达地区的主要就业区之一。